# فروة بن عمرو الجذامي
فروة بن عمرو الجذامي، أحد الذين آمنوا بالنبي محمد، كانت له رئاسة منطقة معان (جنوب الأردن) وما حولها في العهد الروماني، ولمّا بعث الله النبي محمد برسالة الإسلام، أسلم فروة وكتب للنبي محمد بإسلامه وأهدى له بغلة بيضاء. ولمّا بلغ الروم أنه أسلم طلبوه حتى أخذوه وحبسوه، وحاولوا ردعه عن الإسلام، فثبت على الإسلام، فحكموا عليه بالموت، فقتلوه وصلبوه قرب حمامات عفرا حاليًا في محافظة الطفيلة جنوب الأردن.
قالب:ابن الاثير اسد الغابة
8) أَنْبَأَنَا أَبُو جَعْفَر بْن أَحْمَد، بِإِسْنَادِهِ، عَنْ يونس بْن بكير، عَنِ ابْنِ إِسْحَاق، قَالَ: وبعث فروة بْن عَمْرو بْن الناقدة الجذامي النفاثي إِلَى رَسُول اللَّه صَلَّى اللَّهُ عَلَيْهِ وَسَلَّمَ رسولًا بإسلامه، وأهدى لَهُ بغلة بيضاء، وكان فروة عاملًا للروم عَلَى من يليهم من العرب، وكان منزله معان وما حولها من أرض الشام، فلما بلغ الروم ذَلِكَ من إسلامه، طلبوه حتَّى أخذوه، فحبسوه عندهم، فلما اجتمعت الروم لصلبه عَلَى ماء لهم، يُقال لَهُ: عفراء بفلسطين، قَالَ:
ألا هَلْ أتى سلمى بأن حليلها عَلَى ماء عفرا فوق إحدى الرواحل
عَلَى ناقة لم يضرب الفحل أمها مشذبة أطرافها بالمناجل
قَالَ ابْن إِسْحَاق: زعم الزُّهْرِيّ، أنهم لما قدموه ليقتلوه، قَالَ:
بلغ سراة المسلمين بأنني سلم لربي أعظمي وبناني.
أَخْرَجَهُ الثلاثة

## المصدر
1. ↑  نوح الفقير (2011). دليل السياحة الإسلامية في المملكة الأردنية الهاشمية. الأردن: دار المأمون للنشر والتوزيع. ص. 50-51. {{استشهاد بكتاب}}: الوسيط |تاريخ الوصول بحاجة لـ |مسار= (مساعدة)